# Urnengräberfeld Uelsen
Das Urnengräberfeld Uelsen ist ein vorgeschichtliches Gräberfeld in Uelsen im westlichen Niedersachsen, das während der späten Bronze- und frühen Eisenzeit vom 12. bis zum 6. Jahrhundert v. Chr. über etwa 600 Jahre als Bestattungsplatz mit Urnen genutzt worden ist. Es liegt auf dem Riedberg, einer leichten Erhebung innerhalb des Ortes.

## Beschreibung
Das Gräberfeld wurde Mitte 2003 bei der Erschließung eines Neubaugebietes in Uelsen von einem Ortsbewohner entdeckt, als ein Bagger den Oberboden für künftige Straßenführungen abschob. Auf der Fläche traten Urnenreste, Leichenbrandlager und Kreisgräben als Bodenverfärbungen zutage, die Raubgräber unverzüglich absuchten. Der Ortsbewohner informierte über den örtlichen Heimatverein den ehrenamtlichen Kreisbeauftragten für die archäologische Denkmalpflege, der wiederum die Bezirksregierung Weser-Ems, heute Stützpunkt Oldenburg des Niedersächsischen Landesamtes für Denkmalpflege benachrichtigte. Die Archäologen nahmen unverzüglich eine Notbergung vor. Weitere Ausgrabungen des Urnenfriedhofes folgten im Herbst 2003, im Frühjahr 2004 und im Sommer 2005. Bei den über neun Monaten anhaltenden Grabungen wurde eine Fläche von etwa 7200 m² freigelegt, die von den Baumaßnahmen betroffen war. 2016 führten Archäologen vom Stützpunkt Oldenburg des Landesamtes wegen eines geplanten Bauvorhabens im Fundbereich eine erneute Ausgrabung auf etwa 1600 m² durch.
Bei den Ausgrabungen in den Jahren 2003 bis 2005 wurden etwa 250 Bestattungen entdeckt, 2016 waren es etwa 10 weitere Bestattungen. Darunter waren mindestens 41 mit einer Urne und weitere als Leichenbrandablage. Mindestens 100 Gräber wiesen früher eine Grabeinhegung durch Kreisgräben auf. Meist waren es einfache Kreisgräben, aber auch doppelt, dreifach und vierfach konzentrische Gräben. In den Einhegungsgräben fanden sich intentionell zerbrochene Tassen und kleine Becher. Andere Formen waren eine quadratische Einhegung und ein Schlüssellochgrab. Die Freilegung der Urnen erfolgte zum Teil als Blockbergung. Untersuchungen an den Urnen, die auf das 12. bis 6. Jahrhundert v. Chr. datiert wurden, begannen im Jahr 2008. Das einzige Fundstück aus Bronze war ein Rasiermesser, das aufgrund seines spiralförmig aufgerollten Griffs in die Zeit um 1000 v. Chr. datiert wurde.
Bis zum Entdeckungszeitpunkt im Jahr 2003 gab es keinerlei Anhaltspunkte auf archäologische Hinterlassenschaften auf der späteren Fundfläche, etwa durch hochgepflügte Urnenereste. Der Grund dafür war eine Bodenschicht aus Plaggenesch, die etwa einen Meter mächtig war und die archäologischen Hinterlassenschaften überdeckte und so vor Zerstörung schützte.

## Archäologisches Freilichtmuseum Bronzezeithof
Die urgeschichtliche Bedeutung des Gebietes um Uelsen war bereits im 19. Jahrhundert bekannt, als nordöstlich des Ortes auf dem Gräberfeld am Spöllberg der „Goldbecher aus Gölenkamp“ gefunden wurde. Auch gab es im Ortsbereich zahlreiche bronzezeitliche Grabhügel, die in den 1960er Jahren bei der Entstehung neuer Baugebiete beseitigt wurden. Die Entdeckung des Urnengräberfeldes im Jahr 2003 war der Anlass, 2005 in Uelsen eine rekonstruierte bronzezeitliche Gehöftanlage mit einem 25 Meter langen und 6 Meter breiten Hauptgebäude zu errichten. Sie wird seither als archäologisches Freilichtmuseum unter der Bezeichnung Bronzezeithof genutzt.